# ثرم (عروض)
الثَّرْمُ عند العروضيين، هو نوع من الزحاف المركب اجتمع فيه القَبْضُ والخَرْمُ، يتمّ فيه  حذف الحرف الساكن الخامس (وهو القبض)، وهو النون من «فَعُولُنْ»، فتصير «فَعُولُ»، ثم حذف الفاء (وهو الخَرْمُ) من « فَعُولُ» فتصير «عُولُ»، وتُنقل إلى «فَعْلُ». والأَثْرَمُ من الأجزاء هو ما وقع فيه الثرم. مثالُ ذلك:

| هَاجَــكَ رَبْعٌ دَاثِرُ الرَّسْمِ بِاللِّوَى |  | لِأَسْمَاءَ، عَفَّى آيَهُ المَوْرُ وَالقَطْرُ |
| فَعْـلُ مَفَاعِيلُنْ فَعُولُنْ مَفَاعِلُنْ    |  | فَعُولُنْ مَفَعِيلُنْ فَعُولُنْ مَفَاعِيلُنْ   |